# Рикхоф, Петер
Петер Рикхоф (нем. Peter Rieckhoff; 11 мая 1939 — 10 ноября 1994) — немецкий кларнетист.
В 1959 году удостоен первой премии на международном музыкальном фестивале «Пражская весна», в 1960 году выиграл Международный конкурс исполнителей в Женеве. В 1961 году выступил с Венским филармоническим оркестром на Брегенцском фестивале, получив высокую оценку критики.
Записал Большой концертный дуэт Карла Марии фон Вебера (1961, с пианистом Вальтером Ольбертцем). Один из солистов на премьере «Призм» Вольфганга Фортнера (1975, Базель, комиссия Пауля Захера).
Преподавал во Фрайбургской высшей школе музыки, затем в Берлинском университете искусств.